# 25. nordlige breddekreds
Den 25. nordlige breddekreds (eller 25 grader nordlig bredde) er en breddekreds, der ligger 25 grader nord for ækvator. Den løber gennem Afrika, Asien, det Indiske Ocean, Stillehavet, Nordamerika og Atlanterhavet.